# Calliptaminae
Calliptaminae es una subfamilia de insectos ortópteros caelíferos perteneciente a la familia Acrididae.

## Géneros
Según Orthoptera Species File (31 de marzo de 2010):
- Acorypha Krauss, 1877
- Bosumia Ramme, 1929
- Brachyxenia Kirby, 1914
- Calliptamus Serville, 1831
- Damaracris, Brown, 1972
- Indomerus, Dirsh, 1951
- Palaciosa, Bolívar, 1930
- Paracaloptenus, Bolívar, 1876
- Peripolus, Martínez y Fernández-Castillo, 1898
- Sphodromerus, Stål, 1873
- Sphodronotus, Uvarov, 1943
- Stobbea, Ramme, 1929